# Česko-slovenský Superpohár
De Česko-slovenský Superpohár (Nederlands: Supercup van Tsjechië en Slowakije) is een internationale supercup, gespeeld tussen de winnaars van de nationale bekers van Slowakije en Tsjechië, de MOL Cup en Slovnaft Cup. De supercup werd als eerste wedstrijd voor de start van de competitie van het nieuwe seizoen gespeeld. De Superpohár werd voor het eerst gespeeld in 2017. De tweede editie van de supercup in Bratislava gepland op 29 juni 2018 ging niet door omdat de Slowaakse politie om veiligheidsredenen de wedstrijd verbood. De zou gespeeld worden tussen het Slowaakse ŠK Slovan Bratislava en het Tsjechische SK Slavia Praag.
In traditie kan de supercup gezien worden als voortzetting van de afzonderlijke supercups in Slowakije en Tsjechië en beker van Tsjecho-Slowakije. In Slowakije werd de supercup gespeeld tussen 1993 en 2014 en in Tsjechië tussen 2010 en 2015. Tussen 1970 en 1993 bestond de Tsjecho-Slowaakse beker slechts uit een wedstrijd tussen de winnaar van de Tsjechische en Slowaakse beker.

## Statistieken

### Wedstrijden
| Datum        | Winnaar MOL Cup | Uitslag       | Winnaar Slovnaft Cup | Locatie                                                                  |
| ------------ | --------------- | ------------- | -------------------- | ------------------------------------------------------------------------ |
| 23 juni 2017 | FC Fastav Zlín  | 1 – 1 (6 – 5) | ŠK Slovan Bratislava | Městský fotbalový stadion Miroslava Valenty, Uherské Hradiště (Tsjechië) |
| 2018         | SK Slavia Praag | niet gespeeld | ŠK Slovan Bratislava | Štadión Pasienky, Bratislava (̺Slowakije)                                 |
| 2019         | SK Slavia Praag | 3-0           | FC Spartak Trnava    | Štadión Antona Malatinského, Trnava (̺Slowakije)                          |
| 2020         | AC Sparta Praag | niet gespeeld | ŠK Slovan Bratislava | niet gepland                                                             |

### Winnaars
| Club            | Deelname | Winst | Verlies |
| --------------- | -------- | ----- | ------- |
| FC Fastav Zlín  | 1        | 1     | -       |
| SK Slavia Praag | 1        | 1     | -       |

Fortuna liga · 2. liga · 3. liga · Lagere voetbaldivisies · Slovenský pohár · Slovenský superpohár · Česko-slovenský Superpohár · SFZ · Nationaal voetbalelftal
Bond: FAČR 
 Mannen: Chance liga · Fortuna národní liga · ČFL / MSFL · Lagere voetbaldivisies · MOL Cup · Superpohár FAČR · Česko-slovenský Superpohár · Nationaal voetbalelftal 
 Vrouwen: I. liga žen · Nationaal vrouwenelftal